# Confederación Panamericana de Ciclismo
De Confederación Panamericana de Ciclismo (COPACI), vertaald de 'Pan-Amerikaanse Confederatie voor Wielrennen' is de federatie voor de wielersport in de Pan-Amerikaanse regio. Het hoofdkantoor is gevestigd in Havana in Cuba. De COPACI werd opgericht als de Confederación Americana de Ciclismo in Montevideo, Uruguay, en veranderde later haar naam. Een van de bonden die aangesloten is bij de COPACI, is de Surinaamse Wielren Unie.
De COPACI organiseert jaarlijks de Pan-Amerikaanse kampioenschappen wegwielrennen, veldrijden en baanwielrennen.